# François Deruyts
 (septembre 2023).
François Deruyts, né à Liège le 19 février 1864 où il meurt le 23 février 1902, est un mathématicien belge. Il est le frère cadet de Jacques Deruyts.

## Biographie
Françoise Deruyts suit ses études secondaires à l'athénée royal de Liège.
Ensuite, il s'inscrit à l'université de Liège et il est reçu docteur en sciences physiques et mathématiques en mars de 1887.
Il est assistant dans cette université des cours de mécanique appliquée et de physique industrielle entre 1889-1895.
En 1892, il est professeur assistant en calcul de probabilité et mécanique analytique, chargé du cours de géométrie supérieure en 1896 et est nommé professeur ordinaire le jour de sa mort.

## Travail
Il développe des travaux théoriques sur la géometríe algébrique, en présentant ses résultats au concours universitaire 1889-1890, en surprenant positivement par sa maturité d'esprit.
Quelques travaux académiques :
- Sur la correspondance homographique entre les éléments de deux espaces linéaires quelconques [S.l.n.d.?] 4°
- Sur la théorie des involutions... Bruxelles, in-8°
- Génération d'une surface du troisième ordre... Bruxelles, in-8°
- Mémoire sur la théorie de l'involution et de l'homographie unicursale, Bruxelles : impr. de F. Hayez, 1891, In-8° , 208 p. (Extrait des "Mémoires de la Société royale des sciences de Liège". 2e série. T. XVII)